# Hecken unter Winkelshalde
Das Gebiet Hecken unter Winkelshalde ist ein vom Landratsamt Balingen am 14. Februar 1939 durch Verordnung ausgewiesenes Landschaftsschutzgebiet auf dem Gebiet der Stadt Balingen im Zollernalbkreis.

## Lage
Das mit nur 2,8 Hektar vergleichsweise kleine Landschaftsschutzgebiet liegt auf dem Flurstück Nr. 2799 auf der Gemarkung Frommern an einem südexponierten Hang, etwa 500 m nordwestlich des Stadtteils Stockenhausen.
Es gehört zu den Naturraum Südwestliches Albvorland. 

## Landschaftscharakter
Der Name des Schutzgebiets ist irreführend, da es sich heute nicht um eine Feldhecken-Landschaft im Sinne linearer Strukturen aus Bäumen und Sträuchern handelt. Vielmehr befindet sich auf dem südexponierten Hang ein flächiges, strauchreiches Sukzessionsgehölz auf einem ehemaligen Magerrasen, das sich aus Eichen, Haselnuss, Schlehe, Feldahorn, Vogel-Kirsche und Esche zusammensetzt. Auch einige Elsbeeren sind vertreten. 

## Zusammenhängende Schutzgebiete
Das Landschaftsschutzgebiet liegt im Vogelschutzgebiet Südwestalb und Oberes Donautal.